# Mireła Demirewa
Mireła Krasimorowa Demirewa (bułg. Мирела Красимирова Демирева; ur. 28 września 1989 w Sofii) – bułgarska lekkoatletka specjalizująca się w skoku wzwyż.
Odpadła w eliminacjach podczas mistrzostw świata juniorów w Pekinie (2006). W kolejnym sezonie zdobyła brązowy medal mistrzostw Europy juniorów oraz uplasowała się na piątym miejscu igrzysk wojska. Wicemistrzyni globu juniorek z 2008 roku, sięgnęła w 2009 roku po srebro na światowym czempionacie wojskowych. Siódma zawodniczka halowych mistrzostw Europy z 2013. Dwa lata później była dziewiąta na światowym czempionacie w Pekinie. Uczestniczka mistrzostw Europy w Amsterdamie (2016), na których została wicemistrzynią Starego Kontynentu. Wicemistrzyni olimpijska z Rio de Janeiro (2016).
Reprezentantka Bułgarii w pucharze Europy oraz medalistka mistrzostw kraju w różnych kategoriach wiekowych. Stawała także na podium mistrzostw krajów bałkańskich.
Rekordy życiowe: stadion – 2,00 (10 czerwca 2018, Sztokholm oraz 10 sierpnia 2018, Berlin); hala – 1,95 (3 lutego 2018, Karlsruhe).
Jej rodzice także uprawiali lekkoatletykę – ojciec Krasimir Demirew został w 1981 mistrzem Europy juniorów w biegu na 400 metrów przez płotki, a matka Walja Demirewa biegała na 100 metrów.

## Osiągnięcia
| Rok  | Impreza                               | Miejsce            | Lokata            | Wynik |
| ---- | ------------------------------------- | ------------------ | ----------------- | ----- |
| 2005 | Europejski festiwal młodzieży         | Lignano Sabbiadoro | 6. miejsce        | 1,72  |
| 2006 | Mistrzostwa świata juniorów           | Pekin              | el. – 16. miejsce | 1,78  |
| 2007 | I liga pucharu Europy                 | Mediolan           | 4. miejsce        | 1,83  |
| 2007 | Mistrzostwa Europy juniorów           | Hengelo            | 3. miejsce        | 1,82  |
| 2007 | Światowe igrzyska wojskowych          | Hajdarabad         | 5. miejsce        | 1,78  |
| 2008 | I liga pucharu Europy                 | Stambuł            | 4. miejsce        | 1,84  |
| 2008 | Mistrzostwa świata juniorów           | Bydgoszcz          | 2. miejsce        | 1,86  |
| 2009 | Mistrzostwa świata wojskowych         | Sofia              | 2. miejsce        | 1,85  |
| 2009 | Młodzieżowe mistrzostwa Europy        | Kowno              | 7. miejsce        | 1,83  |
| 2011 | Młodzieżowe mistrzostwa Europy        | Ostrawa            | el. – 17. miejsce | 1,80  |
| 2012 | Mistrzostwa Europy                    | Helsinki           | 8. miejsce        | 1,92  |
| 2013 | Halowe mistrzostwa Europy             | Göteborg           | 7. miejsce        | 1,87  |
| 2013 | Mistrzostwa krajów bałkańskich        | Stara Zagora       | 2. miejsce        | 1,92  |
| 2013 | Mistrzostwa świata                    | Moskwa             | el. – 26. miejsce | 1,83  |
| 2014 | Mistrzostwa Europy                    | Zurych             | el. – 17. miejsce | 1,85  |
| 2015 | Halowe mistrzostwa Europy             | Praga              | el. – 13. miejsce | 1,87  |
| 2015 | II liga drużynowych mistrzostw Europy | Stara Zagora       | 1. miejsce        | 1,91  |
| 2015 | Mistrzostwa świata                    | Pekin              | 9. miejsce        | 1,88  |
| 2016 | Mistrzostwa Europy                    | Amsterdam          | 2. miejsce        | 1,96  |
| 2016 | Igrzyska olimpijskie                  | Rio de Janeiro     | 2. miejsce        | 1,97  |
| 2017 | I liga drużynowych mistrzostw Europy  | Vaasa              | 3. miejsce        | 1,80  |
| 2017 | Mistrzostwa świata                    | Londyn             | 7. miejsce        | 1,92  |
| 2018 | Halowe mistrzostwa świata             | Birmingham         | 6. miejsce        | 1,89  |
| 2018 | Mistrzostwa Europy                    | Berlin             | 2. miejsce        | 2,00  |
| 2019 | II liga drużynowych mistrzostw Europy | Varaždin           | 1. miejsce        | 1,94  |
| 2019 | Mistrzostwa świata                    | Doha               | 10. miejsce       | 1,89  |
| 2021 | II liga drużynowych mistrzostw Europy | Stara Zagora       | 2. miejsce        | 1,91  |
| 2021 | Igrzyska olimpijskie                  | Tokio              | 12. miejsce       | 1,93  |
| 2022 | Halowe mistrzostwa świata             | Belgrad            | 8. miejsce        | 1,88  |
| 2022 | Mistrzostwa Europy                    | Monachium          | 9. miejsce        | 1,86  |
| 2024 | Mistrzostwa Europy                    | Rzym               | 4. miejsce        | 1,93  |
| 2024 | Igrzyska olimpijskie                  | Paryż              | el. – 19. miejsce | 1,88  |